# 康熙通宝

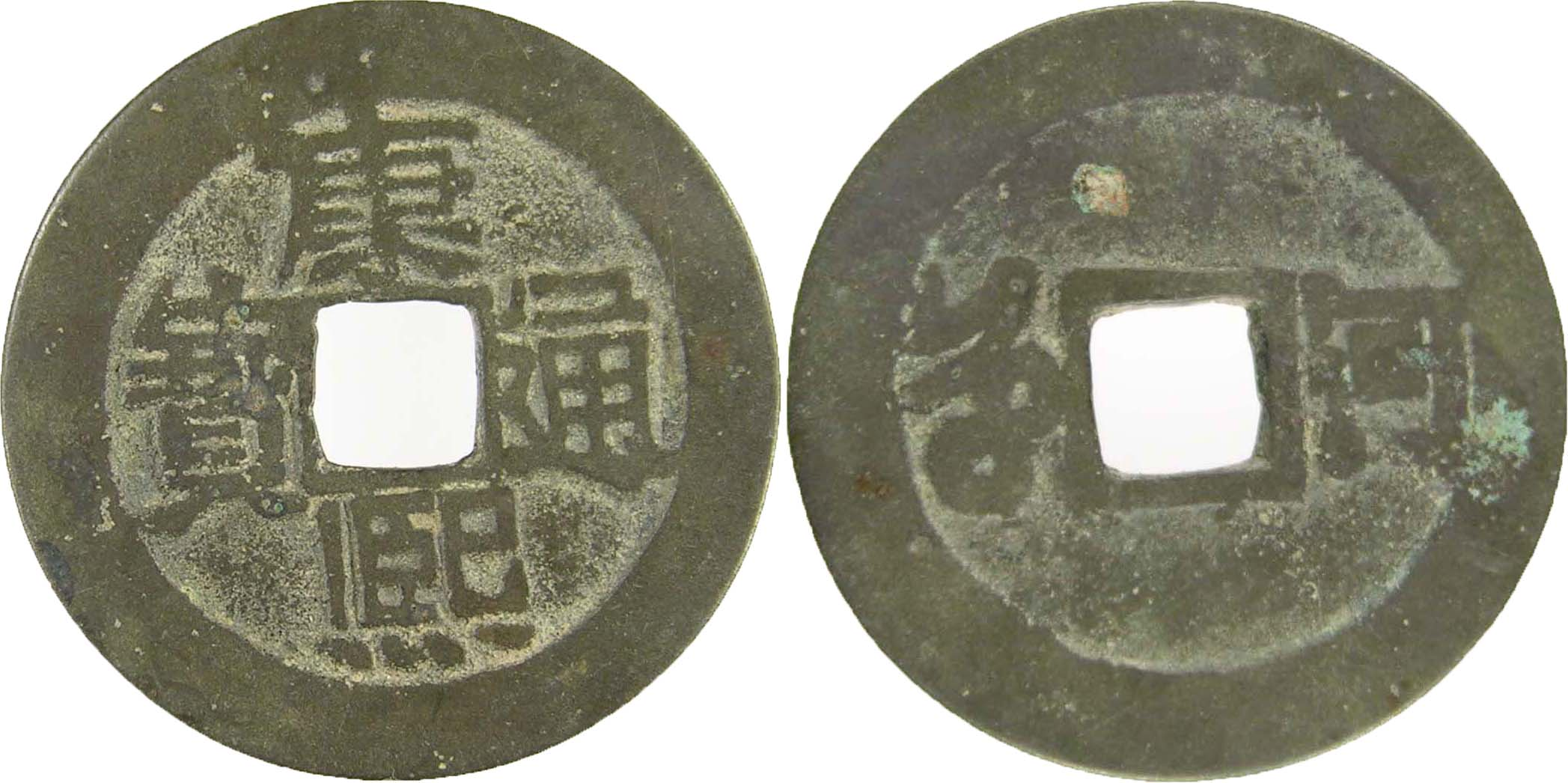
康熙通宝背满汉“河”字钱

康熙通宝，清政府在清圣祖玄烨在位期间（即康熙年间，公元1662年至1722年）铸行的制钱。康熙通宝分别由全国的20多个铸钱局生产。

## 历史
顺治十八年正月（1661年2月），顺治帝去世，其八岁的第三子玄烨继位为康熙帝，开铸“康熙通宝”钱:序。次年（1662年）正式改元“康熙”，但除宝泉局和江宁府局二局之外的其他各钱局均停铸:34-35。康熙六年（1667年），户部题准复开各省钱局，并增设湖南、苏州、巩昌、福建等局:序:58-59。康熙九年（1670年），江宁、苏州等多个地方钱局停铸:36，其后各局多有停铸、复铸:序。
开铸之初，康熙通宝每文重一钱四分。正面钱文为以楷书写“康熙通宝”四字，按上至下、右至左的顺序直读。背面钱文与顺治末年的相同，户部宝泉局、工部宝源局铸造的，仿顺治十四年始铸的顺治四式，背面以满文写“宝泉”（ᠪᠣᠣ
ᠴᡳᠣᠸᠠᠨ）、“宝源”（ᠪᠣᠣ
ᠶᡠᠸᠠᠨ）；各地方钱局铸造的，仿顺治十七年始铸的顺治五式，背面穿左以满文记局名，穿右以汉字记局名:487-488。
康熙通宝的钱重在铸行之初与顺治末年的制钱相同，为每文一钱四分，材质为铜七铅三。康熙二十三年（1684年），钱重减为每文一钱，材质为铜六铅四。康熙四十一年（1702年），恢复为每文一钱四分:486-488。

### 轻钱争议
彭信威所著《中国货币史》、王健等人合著的《中国通宝币制史稿》、塙史朗《清朝钱谱》:29等钱币学著作，汪有民文章《户部“康熙通宝”的分期与版别初探》、张国民文章《康熙通宝轻钱初探》等研究文章中都称康熙四十一年重铸一钱四分康熙通宝时，曾另铸有重七分的“轻钱”。王祖远文章《康熙通宝钱概述》中也称康熙通宝依照重量有三种形制，大的每枚重一钱四分，中的一钱，小的七分。
根据吴进《康熙四十一年未铸七分“轻钱”康熙通宝》考证，并不存在法定重量为每文七分的轻钱，传世的轻薄小钱应当是偷工减料的一钱康熙通宝。

## 铸钱局

### 京城钱局
| 钱局   | 所属部 | 背文       | 图片 | 简介                                   |
| ------ | ------ | ---------- | ---- | -------------------------------------- |
| 宝泉局 | 户部   | ᠪᠣᠣ ᠴᡳᠣᠸᠠᠨ |      | 沿自明朝，其铸钱供官民流通使用         |
| 宝源局 | 工部   | ᠪᠣᠣ ᠶᡠᠸᠠᠨ  |      | 沿自明朝，其铸钱用于工部所管的各项工程 |

### 地方钱局
最初，康熙朝在各地省镇设铸钱局共十四所，后陆续增至二十一局，康熙六十年（1722年），清廷规定一省一局原则，裁减七局:487。后人将其中二十个地方钱局的名字联字成诗，也就是康熙通宝背文诗，曰：“同福临东江，宣原苏蓟昌。南河宁广浙，台桂陕云漳。”除此之外，另有背“巩”、背“西”康熙通宝，存世稀少。
康熙七年（1668年），四川和贵州省均获准开局铸钱，但直至雍正年间，两省才真正开始铸钱:59。由于并无背“密”的康熙通宝钱被发现，布威纳推测，可能是因为密云镇局距离大同局、蓟州局、宣化局以及两个京局的距离太近，铜料被其他钱局用光，而未铸钱:63。
| 钱局     | 局址         | 背文      | 钱背图片 | 简介 |
| -------- | ------------ | --------- | -------- | --- |
| 大同府局 | 山西省大同府 | ᡨᡠᠩ 同    |          | 初设于顺治二年（1645年），康熙元年（1662年）开铸康熙通宝，康熙后期，由于大同地区铜料来源紧缺，铸币逐年减少。                                                                                             |
| 福建省局 | 福建省福州府 | ᡶᡠ 福     |          | 初设于顺治六年（1649年），位于福州都司巷，康熙元年停铸，六年复开，九年停:58-59，二十四年复开。 |
| 临清镇局 | 山东省临清州 | ᠯᡳᠨ 臨    |          | 康熙元年（1662年），开铸康熙通宝钱。康熙六十年（1721年），临清局被并入山东省局。 |
| 山东省局 | 山东省济南府 | ᡩᡠᠩ 東    |          | 顺治十八年（1661年），开铸康熙通宝钱，次年停铸。康熙六年（1667年）复开，康熙九年（1670年）停铸:34-36。                                                                                                   |
| 江西省局 | 江西省南昌府 | ᡤᡳᠶᠠᠩ 江  |          | 康熙九年（1670年）停铸:59 |
| 宣府镇局 | 直隶省宣府镇 | ᠰᡳᡠᠸᠠᠨ 宣 |          | 康熙元年（1662年）开铸康熙通宝钱，但不久停铸。康熙六年（1667年）复开，十年（1671年）又停。 |
| 山西省局 | 山西省太原府 | ᠶᡠᠸᠠᠨ 原  |          | 康熙九年（1670年）停铸:59 |
| 山西省局 | 山西省太原府 | ᠰᡳ 西     |          | 彭信威《中国货币史》认为背“西”可能也属于山西省局铸钱:497。 |
| 苏州府局 | 江苏省苏州府 | ᠰᡠ 蘇     |          | 康熙六年（1667年）开铸，康熙九年（1670年）停铸:58-59 |
| 蓟州镇局 | 直隶省蓟州镇 | ᡤᡳ 薊     |          | 康熙元年（1662年）开铸康熙通宝钱，但不久停铸。康熙六年（1667年）复开，十年（1671年）又停。 |
| 武昌府局 | 湖北省武昌府 | ᠴᠠᠩ 昌    |          | 康熙六年，湖广省分为湖北省和湖南省。当始铸于康熙七年之后:59，九年停铸，十八年或二十六年:67复铸，三十九年又停。                                                                                           |
| 湖南省局 | 湖南省长沙府 | ᠨᠠᠨ 南    |          | 康熙六年（1667年）开铸，康熙九年（1670年）停铸:58-59 |
| 河南省局 | 河南省开封府 | ᡥᠣ 河     |          | 康熙元年（1662年）开铸康熙通宝钱，但不久停铸。康熙六年（1667年）复开，康熙九年（1670年）再次停铸:34-36:81。                                                                                              |
| 江宁府局 | 江南省江宁府 | ᠨᡳᠩ 寧    |          | 顺治十八年（1661年），开铸康熙通宝钱:34-36。原属江南省，康熙六年裁撤江南省，属江苏省。康熙九年（1670年）停铸:59                                                                                          |
| 广东省局 | 广东省广州府 | ᡤᡠᠸᠠᠩ 廣  |          | 康熙七年（1668年）开铸，康熙九年（1670年）停铸:59，仅铸造有391贯:59-60。 |
| 浙江省局 | 浙江省杭州府 | ᠵᡝ 浙     |          | 康熙六年（1667年）开铸，康熙十三或十四年（1670-71年）停铸:63 |
| 台湾府局 | 福建省台湾府 | ᡨᠠᡳ 臺    |          | 台湾府开炉鼓铸始于康熙二十八年四月二十六日，於康熙三十一年即停铸。 |
| 桂林府局 | 广西省桂林府 | ᡤᡠᡳ 桂    |          | 康熙九年（1670年）停铸:59-60，康熙十八年（1679年）复开，三年后停铸:64 |
| 陕西省局 | 陕西省西安府 | ᡧᠠᠨ 陝    |          | 康熙九年（1670年）停铸:59-60 |
| 云南省局 | 云南省       | ᠶᡡᠨ 雲    |          | 康熙二十一年，云南府铸钱局复开，同时在大理、禄丰、蒙自增设铸炉。 |
| 漳州府局 | 福建省漳州府 | ᠵᠠᠩ 漳    |          | 康熙十九年（1680年）设，康熙二十一年（1682年） 停铸 |
| 巩昌府局 | 甘肃省巩昌府 | ᡤᡠᠩ 鞏    |          | 康熙六年（1667年），陕西右布政使司改称巩昌布政使司，同年经户部提准，在巩昌府设立铸钱局。康熙七年（1668年）十二月，巩昌布政使司改称甘肃布政使司，并将治所迁徙到临洮府兰州，巩昌局暂停铸钱并逐步迁往兰州。 |

## 罗汉钱
罗汉钱是康熙通宝一个版别的俗称，由宝泉局铸造，外观通常为黄色，也有少量为红铜质，其钱文中的“熙”字有其他版别所用的“熈”字不同，“通”字的“辶”单点而非其他版别的双点。一说为1713年康熙帝60大寿时所铸，时称“万寿钱”，因其特殊的颜色，一开始发行便被认为具有“压胜”之力，后收藏界称之为“罗汉钱”；另说1718年清军入藏作战，当地喇嘛出金和罗汉数尊熔铸铜钱，以赍军需，故称“罗汉钱”:162。但大卫·哈蒂尔（David Hartill）称，罗汉钱的传说最早出现于1851年前后，并认为其与当时日本流传的宽永通宝的类似故事有关:286。